# Charles William Furnas
Charles William Furnas (20. prosince 1880 Butler Township, Montgomery County, Ohio, Spojené státy americké – 15. října 1941 Dayton, Ohio, Spojené státy americké) byl mechanik společnosti Wright Company a historicky první pasažér letounu (tedy letadlu těžším, než vzduch).

## Život

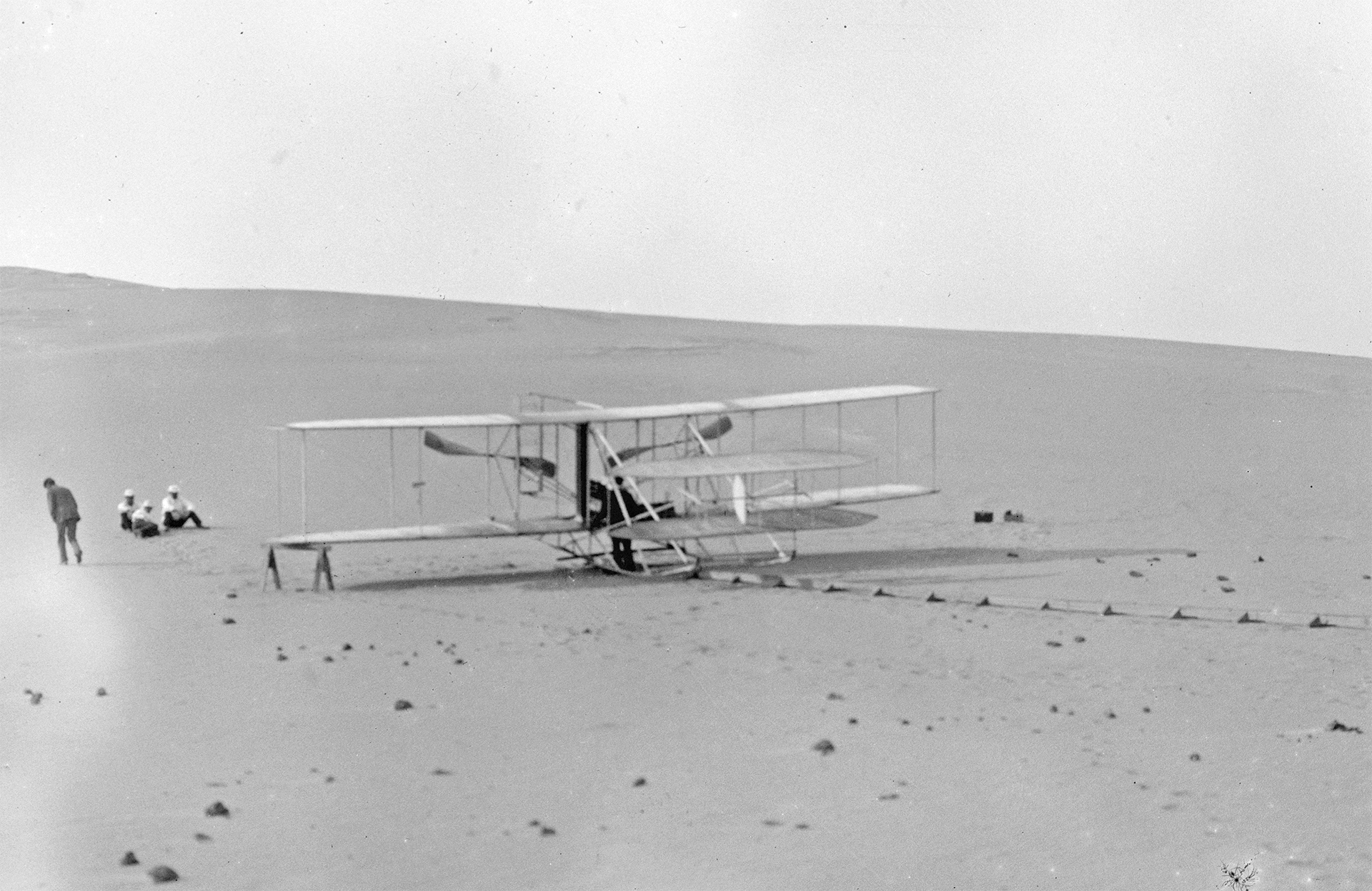
Unikátní snímek zachycuje Wright Flyer III ve dvoumístné konfiguraci v Kill Devil Hills v květnu 1908

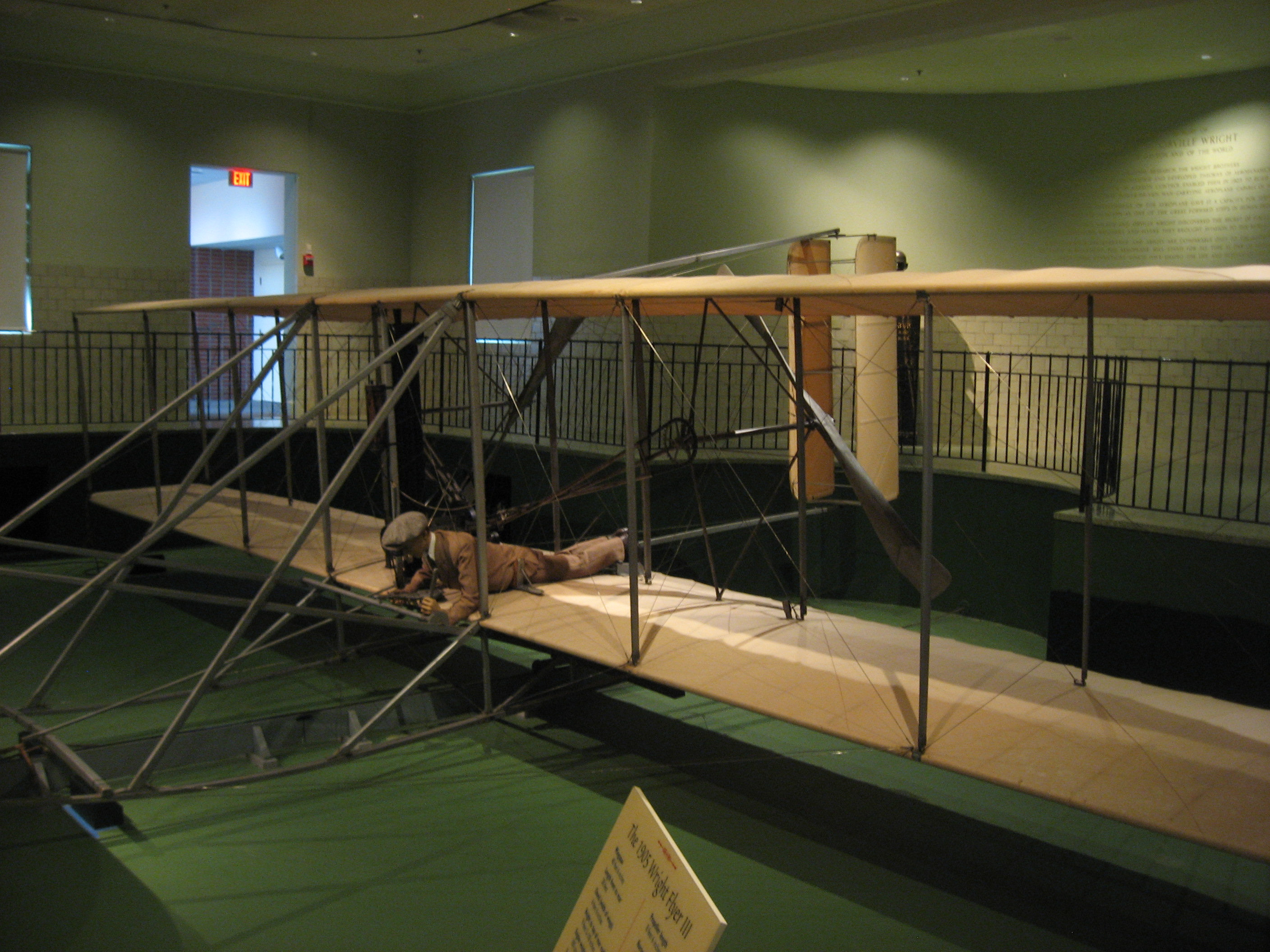
Wright Flyer III byl později zrenovován a vystaven v Carillon Historical Park v Daytonu

Furnas se narodil roku 1880 jako druhý ze tří synů farmáře Franklina Reedera Furnase a Elizabeth J. Rutledge Furnasové. V letech 1902–1906 sloužil jako mechanik v americkém námořnictvu.
Furnas byl velkým fanouškem bratrů Wrightových. Už v listopadu 1904 pozoroval některé z jejich letových zkoušek. Po službě v námořnictvu pracoval nedaleko jejich dílny, navštěvoval je, chtěl se o létání dovědět více a na oplátku nabízel svou práci. Nakonec mu dovolili, aby v dílně vypomáhal. Dne 11. dubna 1908 obdržel první výplatu od společnosti Wright Cycle Company.
Pro bratry začal pracovat právě v době, kdy se jim podařilo americké armádě prodat letadlo, přičemž podmínkou bylo, že dokáže přepravovat cestujícího. Prvním letounem schopným přepravit cestujícího se měl stát upravený Wright Flyer III, který absolvoval první let roku 1905. Když byly úpravy hotovy, Wrightové se přesunuli do Kitty Hawk, kde měl být letoun otestován. Furnasovi nemohli zaplatit cestu, on však neohlášen sám přijel z 650 mil vzdáleného Daytonu, protože jim chtěl pomáhat. Byl vítanou pomocí při obnově základny, sestavění letounu a jeho zkouškách.
Koncem dubna Orville a Wilbur prováděli sólové skoky v letounu Flyer III, přičemž na místě pasažéra byl umístěn pytel s pískem. Bratři měli dohodu, že pro jistotu nebudou létat společně. V polovině května už si věřili dostatečně na to, aby zkusili letět se skutečným pasažérem.
Dne 14. května 1908 Wilbur Wright svezl Furnase na palubě letounu Wright Flyer III. Stalo se tak v Kill Devil Hills poblíž Kitty Hawk v Severní Karolíně. Za 29 sekund letu stroj urazil okolo 600 metrů. Téhož dne Furnase svezl i Orville Wright. Tentokrát za čtyři minuty a dvě sekundy uletěly 3,42 kilometru. Charley Furnas patřil mezi nemnoho lidí, kteří letěli s oběma bratry. Později ve stejný den Wilbur letoun poškodil při přistání.
V měsících po zkouškách v Kitty Hawk se Furnas stal zaměstnancem Wrightových na plný úvazek. Zatímco Wilbur odjel do Francie, Orvill Wright s mechaniky Charley Taylorem a Charley Furnasem postavili první vojenský letoun Wright Model A. Dne 17. září 1908 byl Furnas ve Fort Myer přítomen demonstračnímu letu stroje Wright Model A pro americkou armádu, který skončil havárií, při které byl Orville Wright vážně zraněn a jeho spolucestující poručík Thomas Selfridge zemřel.
Ihned po této nehodě Furnas skončil u Wrightových a v dalších letech žil ve West Miltonu, kde si otevřel vlastní autodílnu a později provozoval dvě kina. Záznamy o jeho pohnutkách se nedochovaly, avšak je možné, že jej přítomnost u smrtelné nehody od létání odradila. Dne 3. června 1913 se Furnas oženil s Lottie Marthou Washingtonovou. Lottie zemřela 1. ledna 1931. Od 31. ledna 1931 Furnas žil v zařízení pro válečné veterány v Jefferson Township v Ohiu. Dne 15. října 1941 zemřel v nemocnici Veterans Administration Hospital v Daytonu v Ohiu. Pochován byl na hřitově Woodland Cemetery and Arboretum v Daytonu. Jeho pohřbu se zúčastnil i Orville Wright.

## Připomínky
Na Furnasovu počest americká pošta vytiskla obálky letecké pošty za 6 centů, na kterých stálo: „Charles Furnas, West Milton, O., první pasažér letadla, pozemní mechanik bratří Wrightů. Národní týden letecké pošty, 15.-21. května 1938.“ (Charles Furnas, West Milton, O., First Airplane Passenger, Wright Brothers Ground Mechanic. National Air Mail Week, May 15-21, 1938.)